# Jhā Jhā
Jhā Jhā är en ort i Indien.   Den ligger i distriktet Jamui och delstaten Bihar, i den östra delen av landet, 1 000 km öster om huvudstaden New Delhi. Jhā Jhā ligger 141 meter över havet och antalet invånare är 38 624.
Terrängen runt Jhā Jhā är huvudsakligen platt, men österut är den kuperad. Runt Jhā Jhā är det tätbefolkat, med 530 invånare per kvadratkilometer. Det finns inga andra samhällen i närheten. Trakten runt Jhā Jhā består till största delen av jordbruksmark.